# Astropecten novaeguineae
Astropecten novaeguineae är en sjöstjärneart som beskrevs av Doderlein 1917. Astropecten novaeguineae ingår i släktet Astropecten och familjen kamsjöstjärnor. Inga underarter finns listade i Catalogue of Life.